# Hormel
Hormel Foods Corporation je americká potravinářská společnost se sídlem v Austinu v Minnesotě. Společnost byla založena v roce 1891 Georgem A. Hormelem jako George A. Hormel & Company, v roce 1993 změnila svůj název na Hormel Foods.